# Mirror image
Mirror image es el séptimo álbum de estudio de la banda de jazz-rock Blood, Sweat & Tears, editado por Columbia Records (CBS en España) en formato LP, en julio de 1974.

## Historial
Con la banda desestabilizada por el gran número de cambios que se produjeron en un par de años, y los malos resultados comerciales de su anterior disco, No sweat, "Blood, Sweat & Tears" comienzan la grabación de un nuevo álbum en marzo de 1974. Lew Soloff y Tom Malone habían dejado la banda un poco antes, siendo sustituidos por Tony Klatka como único trompeta. Ron McClure había entrado en el grupo, sustituyendo  a Jim Fielder, y Lou Marini no permaneció suficiente tiempo para realizar la grabación y su baja fue cubierta por Bill Tillman. Además, se incorporó Jerry LaCroix, cantante y saxofonista. De esta forma, la sección de viento del grupo tuvo una formación inédita en la historia de la banda: Una trompeta, dos saxos, un trombón. Su papel también perdió presencia, con más influencias de Return to Forever en cuanto al sonido.
El disco  apenas logró posicionarse en el n.º 149 del Billboard 200, aunque el sencillo Tell me that I'm wrong lograría una mejor posición en los charts: el n.º 83. La mayor parte de los temas fueron del propio grupo, incluyendo un par de temas de Patricia Cosby, esposa del productor del disco.

## Créditos técnicos
El álbum estuvo producido por Henry Cosby, con Don Puluse y Peter Dauria como técnicos de sonido.
Jerry LaCroix acabó asumiendo el papel de cantante de la banda, tras la marcha de Jerry Fisher, al finalizar la grabación.

## Listado de temas

### Cara A
- 1.Tell me that I'm wrong  (Patricia Cosby)
- 2.Look up to the sky  (Jerry LaCroix/Tony Klatka)
- 3.Love looks good on you  (Patricia Cosby/Sharon Brown)
- 4.Hold on to me  (Dave Bargeron)
- 5.Thinking of you  (Jerry LaCroix/Tony Klatka)
- 6.Are you satisfied?  (Georg Wadenius)

### Cara B
- 1.Mirror Image

- Movement I - Maglomania  (Larry Willis)
- Movement II - Mirror image  (Ron McClure)
- Movement III - South mountain shuffle   (Tony Klatka)
- Movement IV - Rock Reprise   (Georg Wadenius/Jerry LaCroix)

- 2.She's coming home  (Georg Wadenius)

## Músicos
- Jerry Fisher - cantante
- Jerry LaCroix - cantante y saxo tenor.
- Tony Klatka - trompeta y fliscorno.
- Dave Bargeron - trombón y tuba.
- Bill Tillman - saxo alto, saxo tenor, saxo barítono y flauta.
- Georg Wadenius - guitarra y coros.
- Larry Willis - piano, piano eléctrico y órgano.
- Ron McClure - bajo y contrabajo.
- Bobby Colomby - batería, percusión y coros.

Además, colaboraron Arnie Lawrence, saxo alto y soprano, en un par de temas; Robert Mason, sintetizadores; y Dom Um Romao, Ralph McDonald y Warren Smith, en la percusión. La sección de cuerdas, estuvo dirigida por Earl Brown.